# 宋心仿
宋心仿（1953年—），山东利津人，汉族，中华人民共和国政治人物、第十二届全国人民代表大会山东地区代表。
毕业于山东省委党校经济管理专业。加入中国民主建国会。担任山东省东营市蜜蜂研究所所长、民建东营市委主委。2008年起担任全国人大代表。2013年，担任全国人大代表。